# パニック発作
パニック発作（パニックほっさ、英: Panic attack）は、動悸、発汗、震え、呼吸困難、しびれ、何か悪いことが起こりそうな感覚など突然の激しい恐怖を感じることである。症状は発生から数分以内に最も重症化する。症状は一般的に約30分間程続くが、数秒から数時間まで間隔はケースによって異なる。症状には理性を失うことに対しての恐怖感と胸痛がある。パニック発作自体が物理的に命に危険を及ぼすわけではない。
パニック発作は、パニック障害、社交不安障害、心的外傷後ストレス障害、薬物使用障害、うつ病、医学的疾患など多くの障害が原因で発生する。パニック障害は誘因される場合と予期せずに発生する場合がある。喫煙、カフェイン、精神的ストレスはパニック発作を起こすリスクを高める。診断の前に、甲状腺機能亢進症、副甲状腺機能亢進症、心臓病、肺疾患、薬物使用など、同様の症状を引き起こす疾患の可能性を確認するべきである。
パニック発作の治療は根本的な原因に向けられるべきである。頻繁に発作を起こす人には、カウンセリングや投薬が用いられる場合がある。呼吸トレーニングと筋肉リラクゼーション法が有用な場合もある。パニック発作の罹患者は自殺をする危険性が高い。
ヨーロッパでは年間約3％の人口がパニック発作を起こし、米国では年間約11％の人口かパニック発作を起こす。男性よりも女性に多くみられる。思春期または成人初期に初めてパニック発作を起こすことが多い。子供や高齢者にはそれほど一般的にみられない。